# Truant (U-Boot)
HMS Truant (Kennung: N68) war ein U-Boot der britischen Royal Navy im Zweiten Weltkrieg.

## Einsatzgeschichte

### Atlantik und Nordsee
Bei Kriegsbeginn wurde das U-Boot vor der dänischen und norwegischen Küste eingesetzt und erreichte am 25. März 1940 mit der Versenkung des deutschen Frachtdampfers Edmund Hugo Stinnes 4 den ersten Kampferfolg aller U-Boote der T-Klasse.
Anfang April 1940 wurde die Truant bei der Abwehr der deutschen Invasion in Skandinavien eingesetzt. Am Abend des 9. April 1940 torpedierte die Truant im Skagerrak den deutschen Leichten Kreuzer Karlsruhe. Der Kreuzer wurde so schwer beschädigt, dass er drei Stunden später aufgegeben und von dem deutschen Torpedoboot Greif mit zwei Torpedos versenkt werden musste.
Am 23. Mai 1940 griff das U-Boot vor der norwegischen Küste den vermeintlich deutschen Frachter Alster erfolglos mit zwei Torpedos an. Da das ehemals deutsche Schiff inzwischen in britischer Hand war, erwies sich der misslungene Angriff im Nachhinein als Glücksfall. Die Alster war schon am 10. April 1940 von dem britischen Zerstörer Icarus im Vestfjord aufgebracht worden, aber der Kommandant der Truant war über die Übernahme nicht informiert.
Am 3. September 1940 fing die Truant nordwestlich von Kap Finisterre auf der Position 46° 30′ N, 11° 30′ W die deutsche Prise Tropic Sea ab. Die Tropic Sea war ursprünglich ein norwegisches Schiff. Sie war am 18. Juni 1940 von dem deutschen Handelsstörkreuzer Orion im Südpazifik erbeutet worden und lief mit deutscher Prisenbesatzung nach Frankreich. Angesichts des britischen U-Bootes wurde das Frachtschiff von seinem deutschen Prisenkommando selbstversenkt.

### Mittelmeer
Zwischen Spätsommer 1940 und Ende 1941 wurde die Truant im Mittelmeer eingesetzt. Zwischen September und Dezember 1941 versenkte die Truant die italienischen Frachter Providenza, Sebastiano Bianchi, Multedo und Bengasi, die italienischen Tanker Bonzo und Meteor , den deutschen Frachter Virginia S. sowie den italienischen Hilfs-U-Jäger V 62/Vanna. Das italienische Torpedoboot Alcione wurde mit Torpedos so schwer beschädigt, dass es anschließend aufgegeben werden musste. Außerdem wurde der italienische Tanker Prometeo beschädigt.

### Südostasien
Nachdem Japan den Pazifikkrieg im Dezember 1941 ausweitete und die Westalliierten angriff, verlegte die Truant nach Ostasien. Im Februar 1942 wurde die Truant in der Seeschlacht in der Straße von Badung eingesetzt. Während der Seeschlacht griff das britische U-Boot am 19. Februar 1942 vor Bali den japanischen Leichten Kreuzer Nagara mit sechs Torpedos erfolglos an. Im April und Juli 1942 versenkte die Truant in der Straße von Malakka die japanischen Transportschiffe Yae Maru, Shunsei Maru  und Tamon Maru No. 1.

### Verbleib
Die Truant wurde am 19. Dezember 1945 zur Verschrottung verkauft. Das U-Boot sank am 9. Dezember 1946 beim Transport zur Abbruchwerft.

## Kommandanten
- Lt.Cdr. Robert Witherington Peers (17. Juli 1939 – 11. Februar 1940)[5]
- Lt.Cdr. Christopher Haynes Hutchinson (11. Februar 1940 – 28. April 1940)[6]
- Lt.Cdr. Hugh Alfred Vernon Haggard (28. April 1940 – 22. März 1943)[7]
- Lt.Cdr. Jack Gethin Hopkins (22. März 1943 – 25. November 1943)[8]
- Lt. Edmund Charles Croswell (25. November 1943 – 22. November 1944)[9]
- Lt. Charles Alexander Jacomb Nicoll (22. November 1944 – 6. Februar 1945)[10]
- Lt.Cdr. Russell Stanhope Brookes (6. Februar 1945 – Oktober 1945)[11]

## Kampferfolge (Auswahl)
| Datum              | |
| ------------------ | --- |
| 25. März 1940      | Truant torpedierte und versenkte vor Jütland bei 56° 42′ N, 8° 4′ O den deutschen Frachtdampfer Edmund Hugo Stinnes 4 (2189 BRT). |
| 9. April 1940      | Truant torpedierte und beschädigte vor Kristiansand bei 57° 55′ N, 8° 14′ O den deutschen Leichten Kreuzer Karlsruhe (6750 ts). Das schwer beschädigte Kriegsschiff wurde drei Stunden nach dem Angriff von dem deutschen Torpedoboot Greif versenkt. |
| 3. September 1940  | Truant fing die deutsche Prise Tropic Sea (5781 BRT) ab. |
| 22. September 1940 | Truant torpedierte und versenkte vier Seemeilen südöstlich von Ischia das italienische Frachtschiff Providenza (8459 BRT). |
| 13. Dezember 1940  | Truant torpedierte und versenkte südlich Kalabriens bei 37° 58′ N, 16° 15′ O das italienische Frachtschiff Sebastiano Bianchi (1546 BRT). |
| 16. Dezember 1940  | Truant torpedierte und versenkte östlich von Punta Stilo bei 38° 28′ N, 16° 44′ O den italienischen Tanker Bonzo (8177 BRT). |
| 3. Februar 1941    | Truant torpedierte und versenkte nordwestlich von Bengasi bei 32° 18′ N, 19° 51′ O das italienische Frachtschiff Multedo (1143 BRT). |
| 17. April 1941     | Truant versenkte vor Apollonia den italienischen Hilfs-U-Jäger V 62/Vanna mit dem Deckgeschütz. |
| 21. April 1941     | Truant beschädigte vor Tripolis den italienischen Tanker Prometeo (1080 BRT) mit dem Deckgeschütz. |
| 6. Mai 1941        | Truant torpedierte und versenkte drei Seemeilen südöstlich des Leuchtturms von Cavoli (Sardinien) das italienische Fracht- und Passagierschiff Bengasi (1912 gebaut, 1716 BRT).                                                                       |
| 23. Oktober 1941   | Truant torpedierte und versenkte in der Straße von Otranto bei 39° 52′ N, 19° 0′ O das deutsche Frachtschiff Virginia S. (3885 BRT). Der beim selben Angriff attackierte italienische Frachter Arborea (4959 BRT) wurde verfehlt.                     |
| 31. Oktober 1941   | Truant torpedierte und versenkte zwei Seemeilen südöstlich von Punta Penne (Ortona) den italienischen Tanker Meteor (1685 BRT). |
| 11. Dezember 1941  | Truant griff nördlich von Kreta bei 35° 29′ N, 24° 11′ O das italienische Torpedoboot Alcione mit Torpedos an. Die Alcione wurde schwer beschädigt, auf Grund gesetzt und später zum Totalverlust erklärt.                                            |
| 1. April 1942      | Truant torpedierte und versenkte in der Malakkastraße bei 5° 42′ N, 98° 57′ O die japanischen Frachtschiffe Yae Maru (6780 BRT) und Shunsei Maru (4939 BRT).                                                                                          |
| 3. Juli 1942       | Truant torpedierte und versenkte in der Malakkastraße bei 5° 42′ N, 98° 57′ O den japanischen Militärtransporter Tamon Maru No. 1 (3019 BRT). |